# 金渊
金渊（?—?），字渊叔，临安府（今浙江省杭州市）人，南宋大臣。
金渊于宋宁宗嘉定七年（1214年）中进士。历任太学博士、太府寺丞、秘书郎。升任著作佐郎兼权司封郎官。再任秘书丞，拜右正言兼工部侍郎。转任将作少监兼侍右郎官，兼国子司业，兼国史编修、实录检讨，兼崇政殿说书。
金渊担任监察御史，弹劾曹豳、项寅孙。兼侍讲，转任礼部侍郎，再兼国子祭酒。转任吏部侍郎、右谏议大夫，改任左谏议大夫。转任礼部尚书兼给事中。宋理宗淳祐四年（1244年），主持贡举，拜为端明殿学士、同签书枢密院事。侍御史刘汉弼弹劾金渊尸位素餐，阻挡贤路，于是罢职奉祠。监察御史刘应起再次弹劾，于是削职罢祠。淳祐十一年（1251年），他的妻子盛氏向朝廷申诉，请求宽恕，于是稍稍叙复官职。诏书让他迁到平江府居住。不久去世。